# Guillaume Faye
Guillaume Faye (Angulema, 7 de novembre de 1949 - París, 7 de març de 2019) va ser un filòsof francès defensor de l'identitarisme com a part de la Nouvelle Droite.
Continuador de les idees de Giorgio Locchi, els seus diversos articles i llibres plantegen l'Islam com una nèmesi necessària per a unir als pobles blancs no musulmans d'Europa i l'antiga Unió Soviètica en una entitat anomenada «Eurosiberia». Faye va considerar que les queixes regionals i nacionals eren contraproduents per a aquest objectiu i va donar suport a la integració europea.
L'acadèmic Stéphane François descriu a Faye com a «pensador conservador-revolucionari paneuropeu que està en l'origen de la renovació del corpus doctrinal de la dreta identitària francesa, i més àmpliament de la dreta euroamericana, amb el concepte de arqueofuturisme».

## Publicacions
- Le système à tuer les peuples, Copernic, 1981.
- La NSC: Nouvelle société de consommation, Éditions du Labyrinthe, 1984.
- Les nouveaux enjeux idéologiques, Éditions du Labyrinthe, 1985.
- L’Archéofuturisme, L’Æncre, 1998.
- La colonisation de l’Europe, Discours vrai sur l’immigration et l’Islam, L’Æncre, 2000.
- Pourquoi nous combattons. Manifeste de la résistance européenne, L’Æncre, 2001.
- Avant-guerre: Chronique d’un cataclysme annoncé, L’Æncre, 2003.
- Le coup d’état mondial, essai sur le nouvel imperialisme américain, L’Æncre, 2004.
- La nouvelle question juive, Les éditions du Lore, 2007.
- Sexe et dévoiement, Les éditions du Lore, 2011.
- L'archéofuturisme V2.0, Les éditions du Lore, 2012.